# Kamienna Góra (ville)
Pour les articles homonymes, voir Kamienna Góra.
Kamienna Góra (en allemand : Landeshut ; tchèque : Lanžhot), est une ville de Pologne, située au sud-ouest du pays, dans la voïvodie de Basse-Silésie. Elle est le siège du powiat de Kamienna Góra et de la commune rurale (gmina) de Kamienna Góra, sans faire partie de celle-ci car elle forme une gmina urbaine distincte.

## Géographie

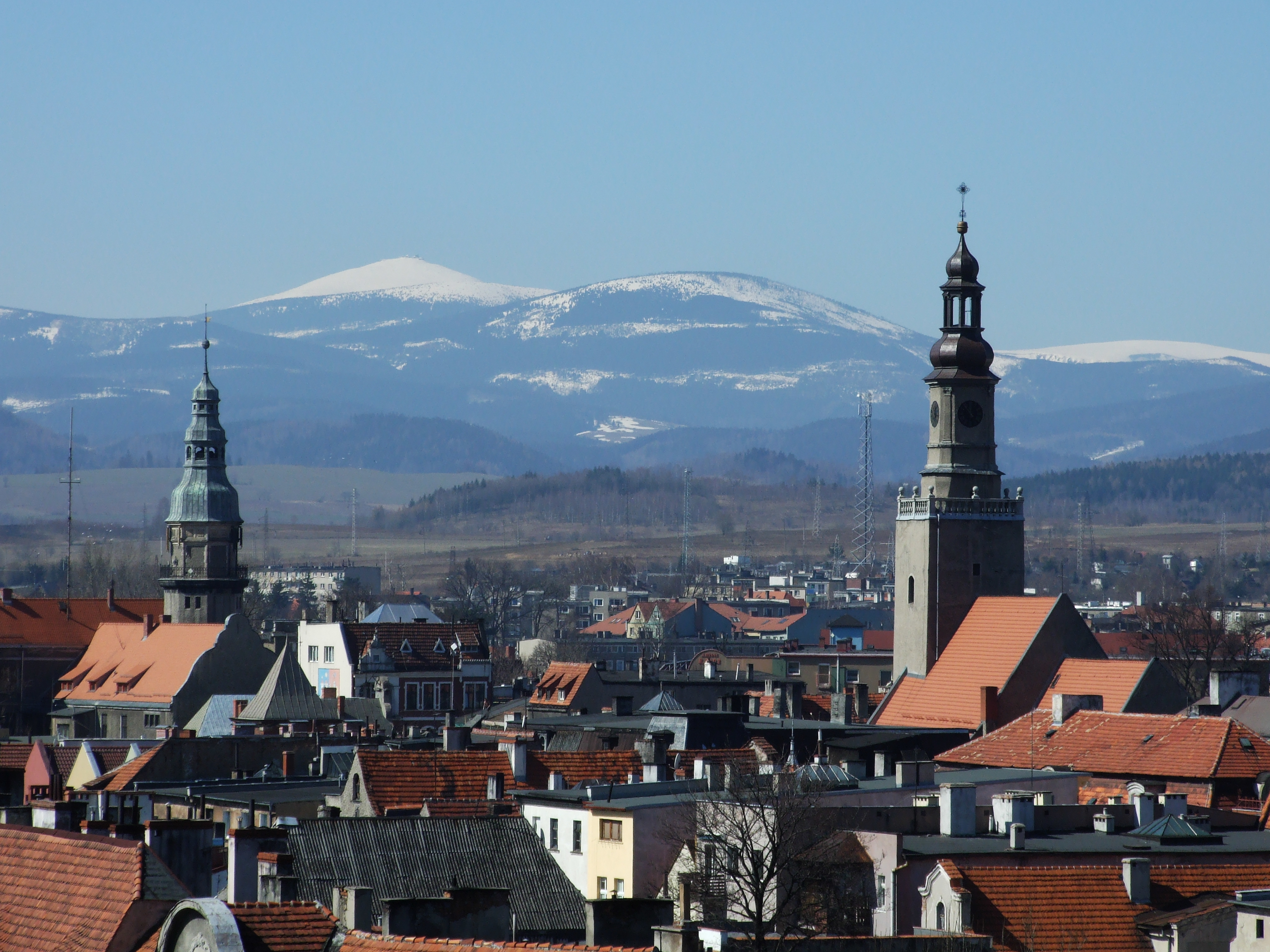
Vue sur le centre-ville vers la Sniejka.

La ville se trouve dans la région historique de Basse-Silésie, à 26 kilomètres au sud-est de Jelenia Góra. Située au pied nord des monts des Géants, Kamienna Góra est arrosée par le Bóbr.

## Histoire
Pendant des siècles, les montagnes au sud de la ville marquent la limite entre le duché de Silésie et le royaume de Bohême. En 1254, le duc Boleslas II le Chauve attribua le domaine aux frères bénédictins d'Opatovice qui avaient fondé l'abbaye de Krzeszów en 1242. En 1292, le duc Bolko Ier de Świdnica la donne aux Cisterciens. En même temps, il a fondé la civitas Landishute (« sauvegarde du pays ») pour garantir la frontière de son duché de Świdnica. Le duc Bolko II le Petit a confirmé les droits de ville en 1334.
Après la mort de Bolko II en 1368, le duché de Świdnica et de Jawor est incorporé aux pays de la couronne de Bohême. En 1426, la ville est dévastée par les hussites. Par le décret du roi Vladislas IV de Bohême de 1477, la seigneurie échut à la maison de Schönburg. Faisant partie de la monarchie de Habsbourg dès 1526, la plupart des citoyens a accueilli la foi protestante jusqu'en 1562. Dès cette époque, le tissage du lin joue un rôle important dans l'économie locale. La ville est fréquemment attaquée et pillée durant la guerre de Trente Ans ; plus tard, la Contre-Réforme a été effectuée.

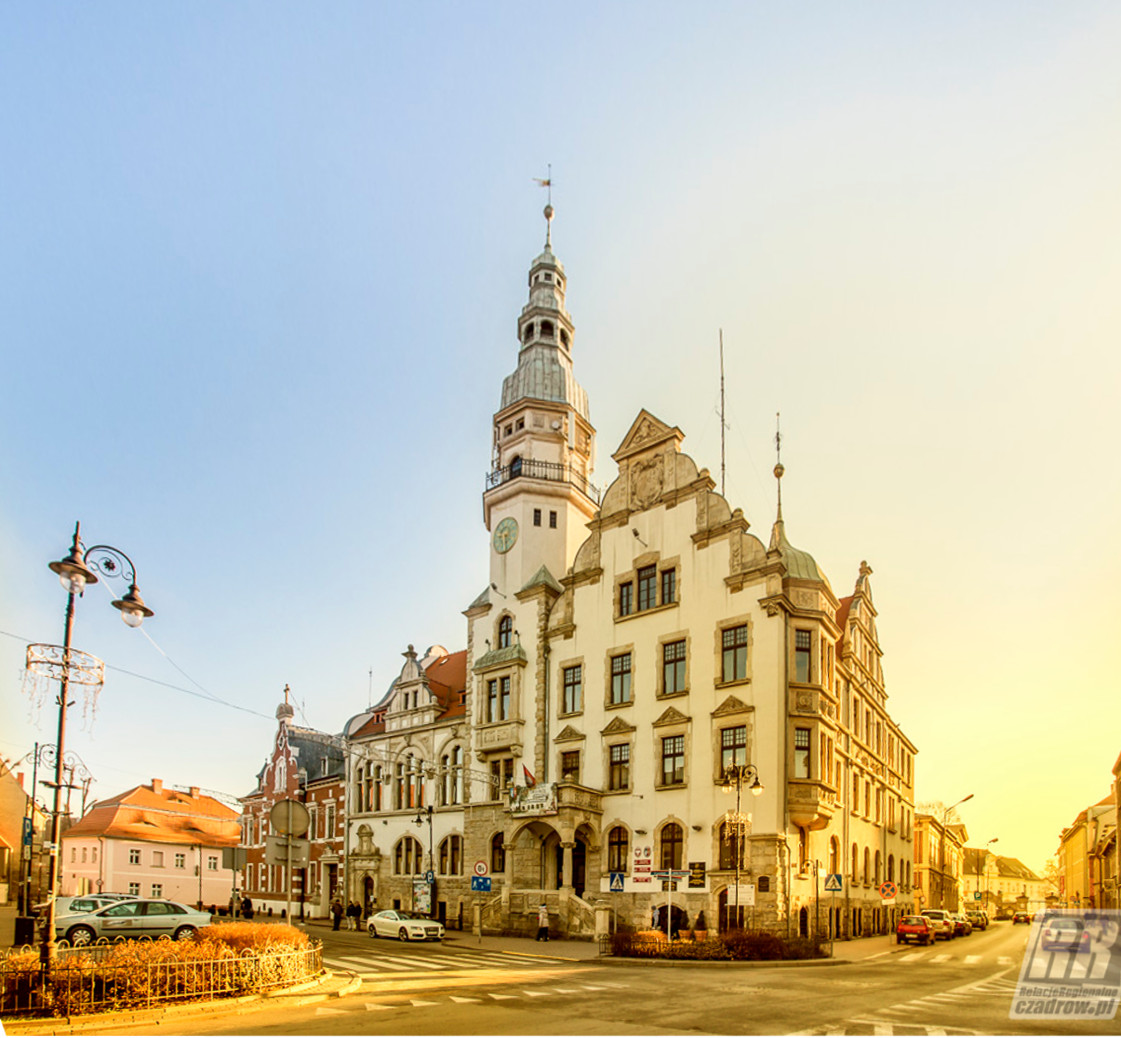
Hôtel de ville.

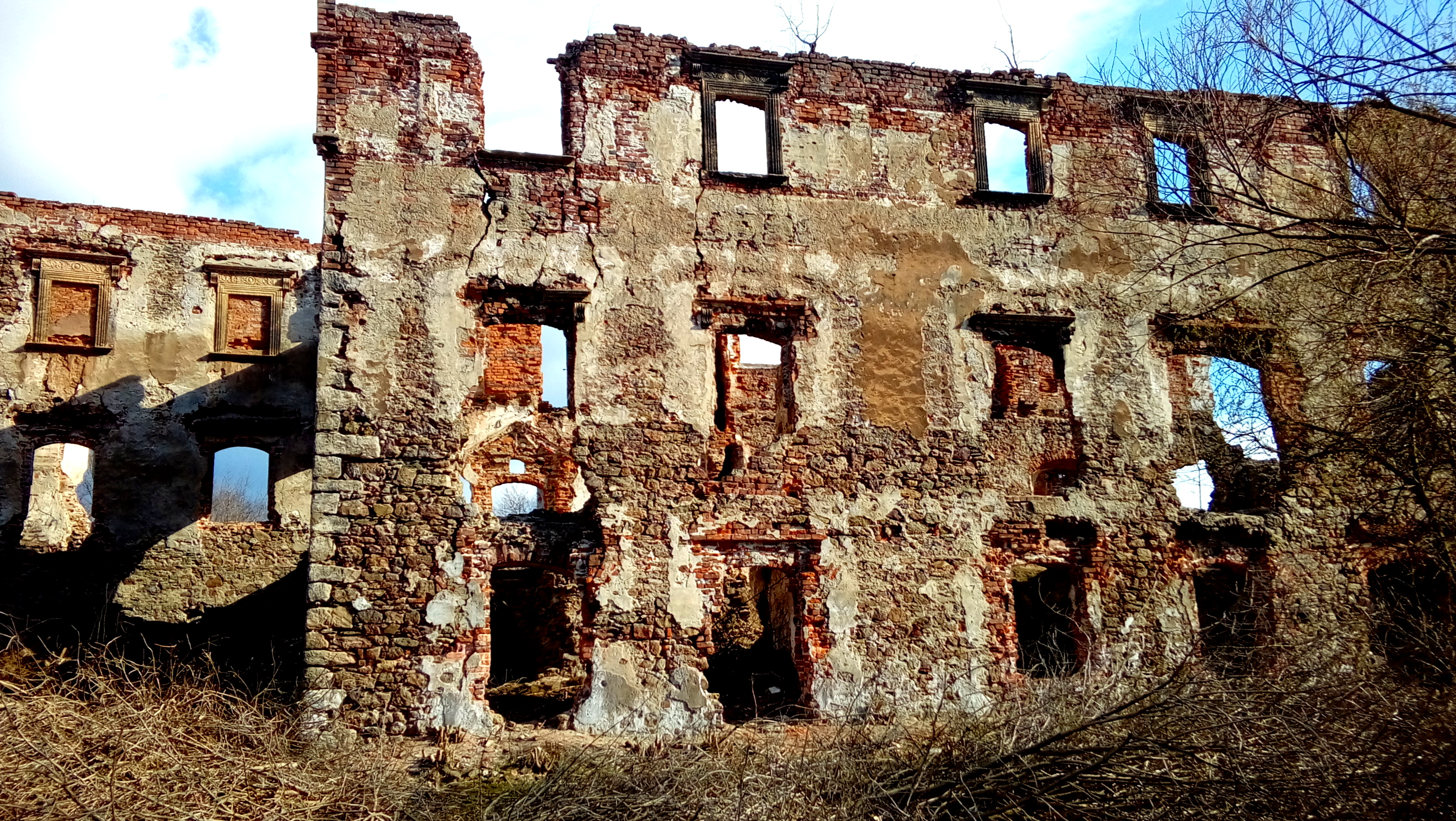
Ruines - Château de Kreppelhof (2019)

Après la Première guerre de Silésie et la conquête du pays par le roi Frédéric II de Prusse en 1742, l'Autriche envahit pendant la guerre de Sept Ans la Basse-Silésie. Le 23 juin 1760 les troupes autrichiennes sous le commandement du maréchal Ernst Gideon von Laudon battent l'armée prussienne sous le commandement de Heinrich August de La Motte-Fouqué lors de la bataille de Landshut.
Au milieu du XVIIIe siècle, le château de Kreppelhof, ancienne propriété de la famille de Dyhrn, fut acquis par Erdmann II de Promnitz qui l'a cédé en 1765 à son neveu Christian-Frédéric de Stolberg-Wernigerode. La maison de Stolberg resta propriétaire jusqu'en 1945.
Incorporée dans l'arrondissement de Landeshut-en-Silésie du district de Liegnitz au sein de la Silésie prussienne, la ville fut conquise par l'Armée rouge à la fin de la Seconde Guerre mondiale et rattachée à la république de Pologne dans le cadre de la conférence de Potsdam. La population germanophone restante était expulsée.

## Jumelages
La ville de Kamienna Góra est jumelée avec :
- Ikast (Danemark)
- Trutnov (Tchéquie)
- Vierzon (France)
- Wolfenbüttel (Allemagne)
- Bitterfeld-Wolfen (Allemagne)
- Dvůr Králové nad Labem (Tchéquie)
- Chtchyrets (Ukraine)

## Personnalités liées à la ville
- Carl Gotthard Langhans (1732-1808), constructeur et architecte.